# 埃爾埃斯皮諾 (聖卡洛斯區)
埃爾埃斯皮諾（西班牙語：El Espino），是巴拿馬的城鎮，位於該國中東部，由西巴拿馬省的聖卡洛斯區負責管轄，面積34.9平方公里，2010年人口1,847，人口密度每平方公里52.9人。